# Acantholimon
Igelpolster (Acantholimon) ist eine Pflanzengattung innerhalb der Familie der Bleiwurzgewächse (Plumbaginaceae). Die etwa 200 Acantholimon-Arten sind vom östlichen Mittelmeerraum über Zentralasien bis zum westlichen Tibet verbreitet.

## Beschreibung

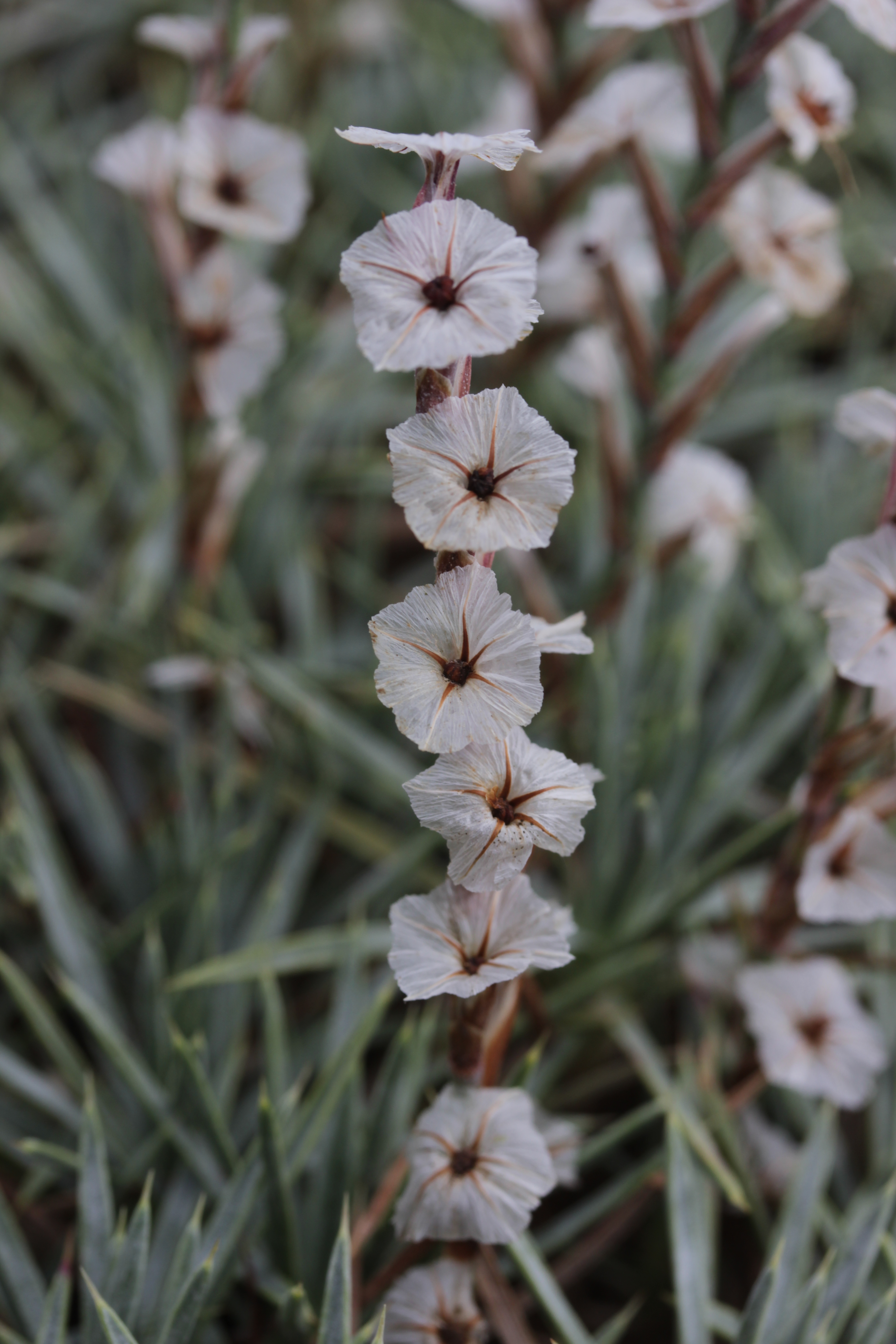
Blütenstand von Acantholimon kotschyi mit Blüten im Detail

### Vegetative Merkmale
Acantholimon-Arten wachsen als posterbildende Halbsträucher oder Zwergsträucher. Meist sind die Pflanzenexemplare stachelig und stark verzweigt.
An den oberen Enden diesjährige Zweige sind sitzenden Laubblätter spiralig angeordnet und bilden oft dichte Blattrosetten. Die Laubblätter bleiben auch verwelkt an den älteren Zweigen. Die Laubblätter können im Frühjahr verschieden sein zu denen des Sommers. Die einfachen Blattspreiten sind meist linealisch-dreieckig, linealisch-nadelartig, fast zylindrisch, pfriemlich; manchmal flach und ziemlich breit und fast immer mit stacheligen bis begranten oberen Ende.

### Generative Merkmale
In den Achseln der Frühlingsblätter an der Basis diesjähriger Zweige stehen auf Blütenstandsschäften die einfachen oder verzweigten ährigen Blütenstände. Wenn die Blütenstände verzweigt sind, dann setzen sie sich aus ährigen Teilblütenständen, die zweireihig angeordnet sind und jeweils ein bis fünf Blüten enthalten, zusammen. Die Tragblätter sind deutlich kürzer als die Deckblätter der untersten Blüten und ihre Ränder sind häutig. Das unterste Deckblatt ist dem Tragblatt ähnlich und sein Rand ist breit häutig.
Die meist zwittrigen Blüten sind fünfzählig mit doppelter Blütenhülle. Es sind zwei Blütenhüllblattkreise vorhanden. Die fünf Kelchblätter sind fast röhrig oder meist trichterförmig verwachsen; die fünf Kelchzipfel sind deutlich kürzer als die fünfnervige bzw. fünfrippige, meist gerade oder manchmal schiefe Kelchröhre. Die fünf oder zehn weißen, rosa- bis purpurfarbenen Kelchlappen sind breit und trockenhäutig. Die fünf Kronblätter sind nur an ihrer Basis verwachsen. Es ist nur ein Kreis mit fünf fertilen Staubblättern vorhanden; sie sind epipetal, stehen also vor den Kronblättern mit denen die Staubfäden verwachsen sind, es fehlt also der äußere Staubblattkreis. Die fünf Fruchtblätter sind zu einem oberständigen, linealisch-zylindrischen, meist kahlen Fruchtknoten verwachsen. Es sind fünf freie, meist kahle Griffel vorhanden. Die Narben sind halbkugelig oder fast länglich-kopfig.
Die Kapselfrüchte sind länglich-fadenförmig.

## Standorte
Acantholimon-Arten gedeihen hauptsächlich in Bergregionen, besonders in mittleren bis größeren Höhenlagen.

## Systematik, botanische Geschichte und Verbreitung
Die Gattung Acantholimon wurde 1846 durch Pierre Edmond Boissier in Diagnoses Plantarum Orientalium Novarum Series 1, 7, Seite 69 aufgestellt. Typusart ist Acantholimon glumaceum (Jaub. & Spach) Boiss. Der Gattungsname Acantholimon wird etymologisch abgeleitet aus dem altgriechischen Wort ákanthos bzw. ákantha für Stachel, Dorn und der gekürzten Form von Limonium, ebenfalls einer Gattung der Familie der Plumbaginaceae. Synonyme für Acantholimon Boiss. nom. cons. (Shenzhen ICN Art. 14.4 & App. III) sind: Armeriastrum (Jaub. & Spach) Lindl. nom. rej., Statice subg. Armeriastrum Jaub. & Spach.
Boissier nennt 1846 22 Acantholimon-Arten. Alexander von Bunge veröffentlichte 1872 die Monografie Die Gattung Acantholimon Boiss. und listet 83 Arten auf. In der Revision der Gattung Acantholimon durch Mobayen von 1964 sind 119 Arten enthalten. Seit Moharrek et al. 2017 enthält Acantholimon s. l. die Arten der bisherigen Gattungen Bamiania, Bukiniczia, Chaetolimon, Cephalorhizum, Dictyolimon, Gladiolimon, Popoviolimon sowie Vassilczenkoa. Acantholimon s. l. ist das Schwestertaxon zur Gattung Goniolimon. Die Gattung Acantholimon wurde in Sektionen gegliedert, diese Gliederung wird auch bei Moharrek et al. 2017 angezweifelt.
Die Gattung Acantholimon gehört zur Tribus Staticeae in der Unterfamilie Staticoideae innerhalb der Familie der Plumbaginaceae.
Die etwa 200 Acantholimon-Arten sind vom östlichen Mittelmeerraum (südliches Albanien, südwestliches Griechenland sowie Kreta) bis zum westlichen Tibet verbreitet. Das Zentrum der Artenvielfalt liegt in Südwest- und Zentralasien, genauer der östliche Mittelmeerraum und die Irano-Turanische Florenregion. Im Iran kommen etwa 79 Arten mit 5 Subtaxa vor; von diesen 84 Taxa kommen 65 nur dort vor. In der Türkei gibt es etwa 52 Arten, 10 Unterarten und 17 Varietäten (Stand 2007). In China kommen etwa elf Arten vor (Stand 1996).

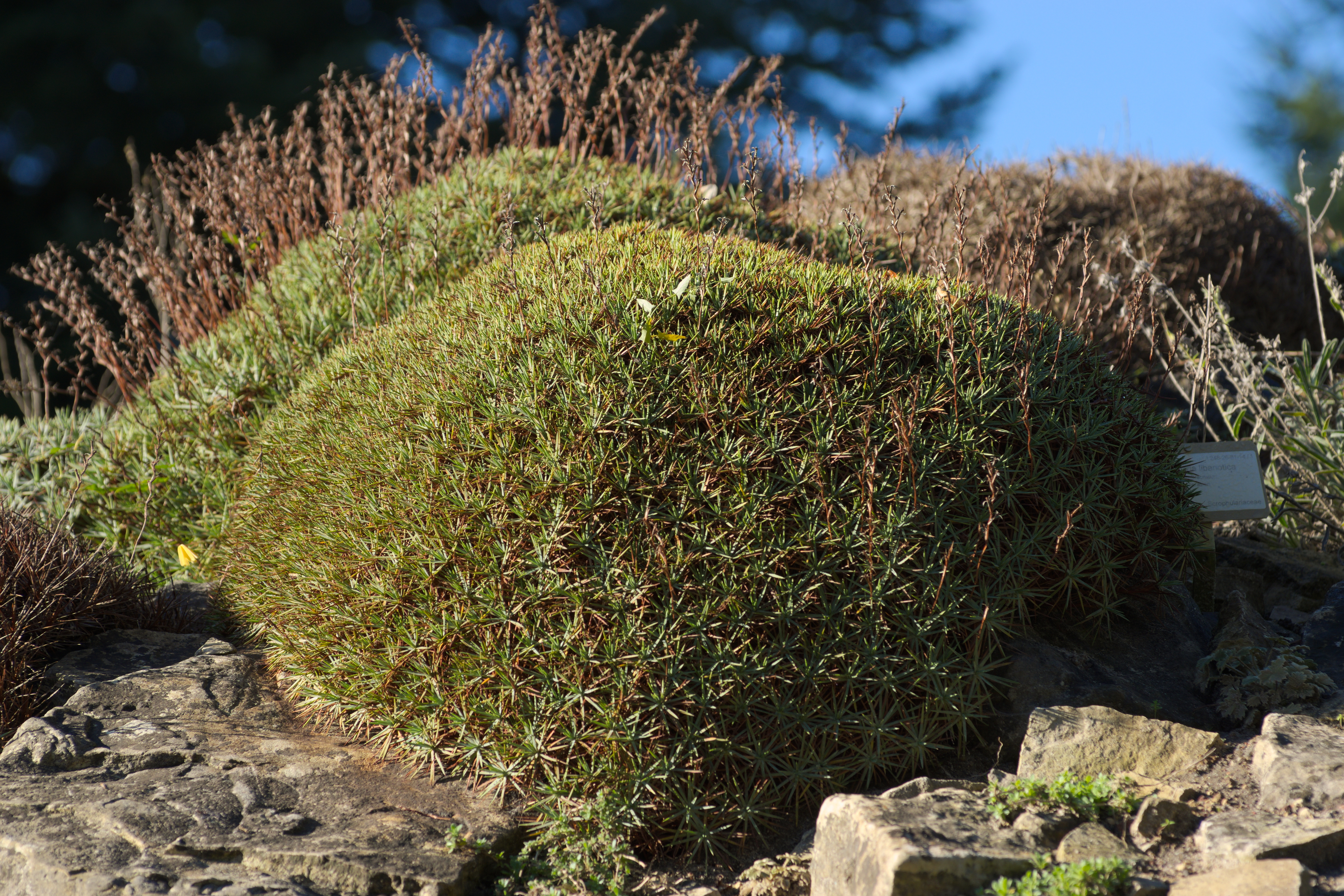
Acantholimon acerosum

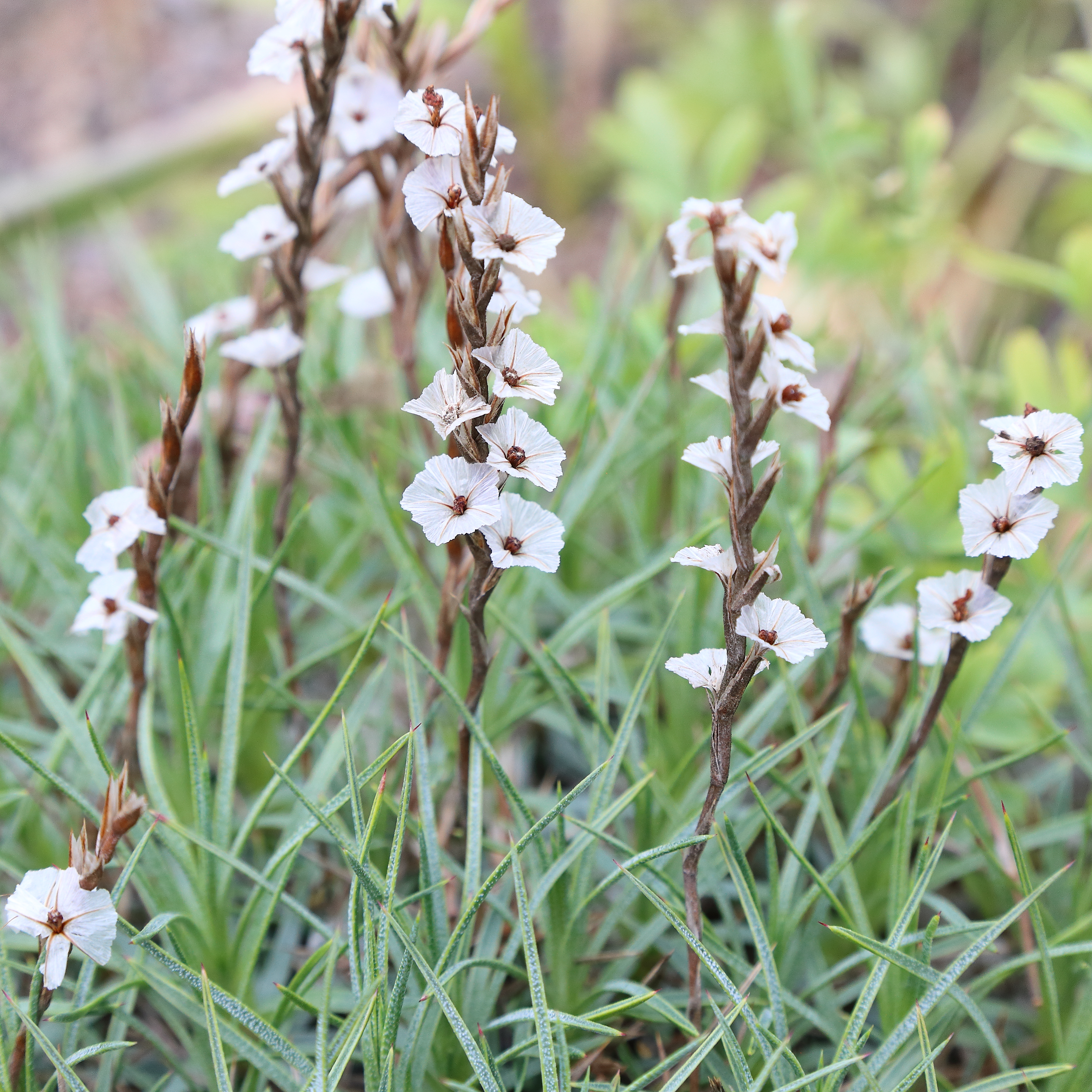
Acantholimon armenum

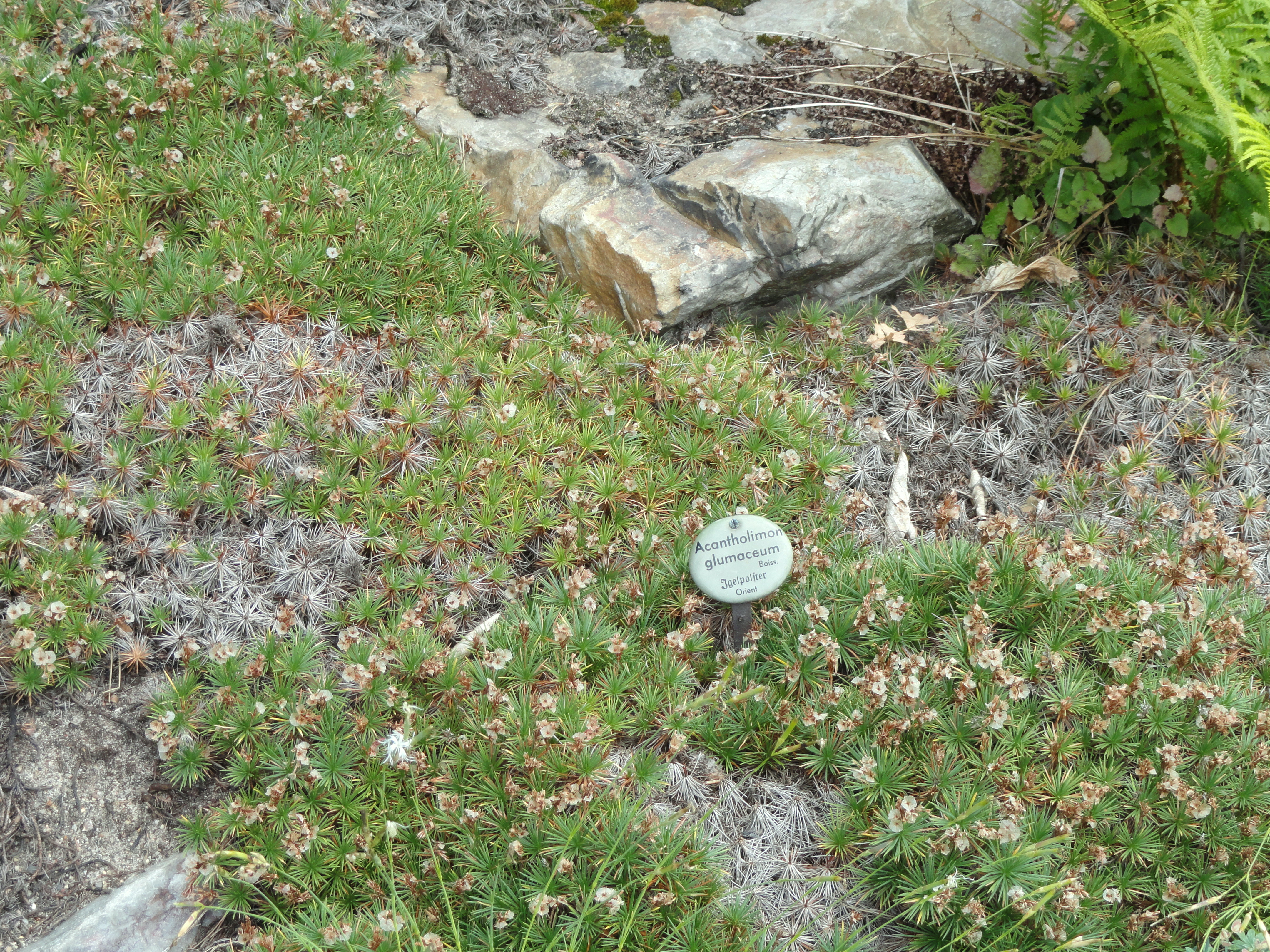
Habitus von Acantholimon glumaceum

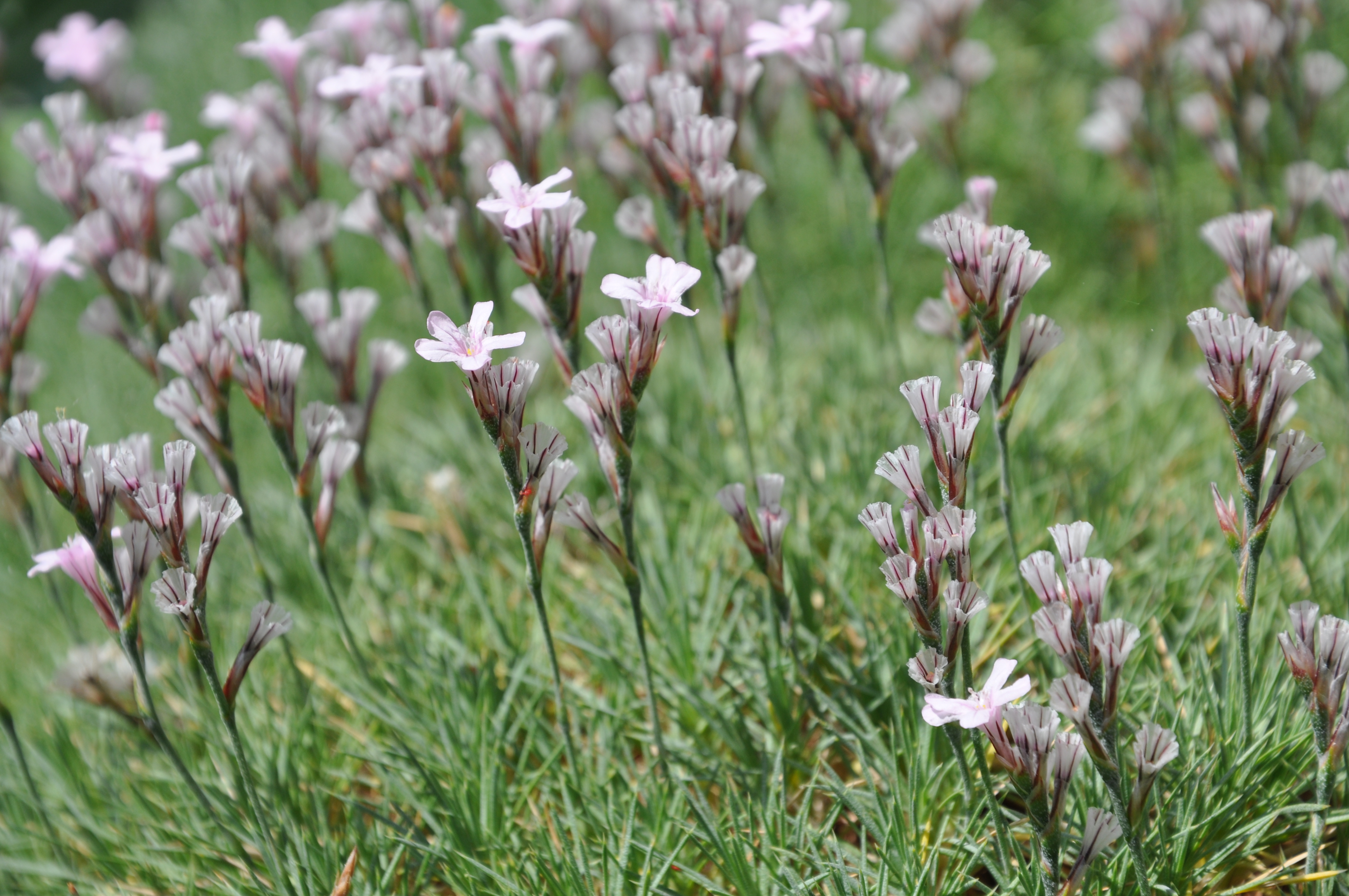
Acantholimon hohenackeri

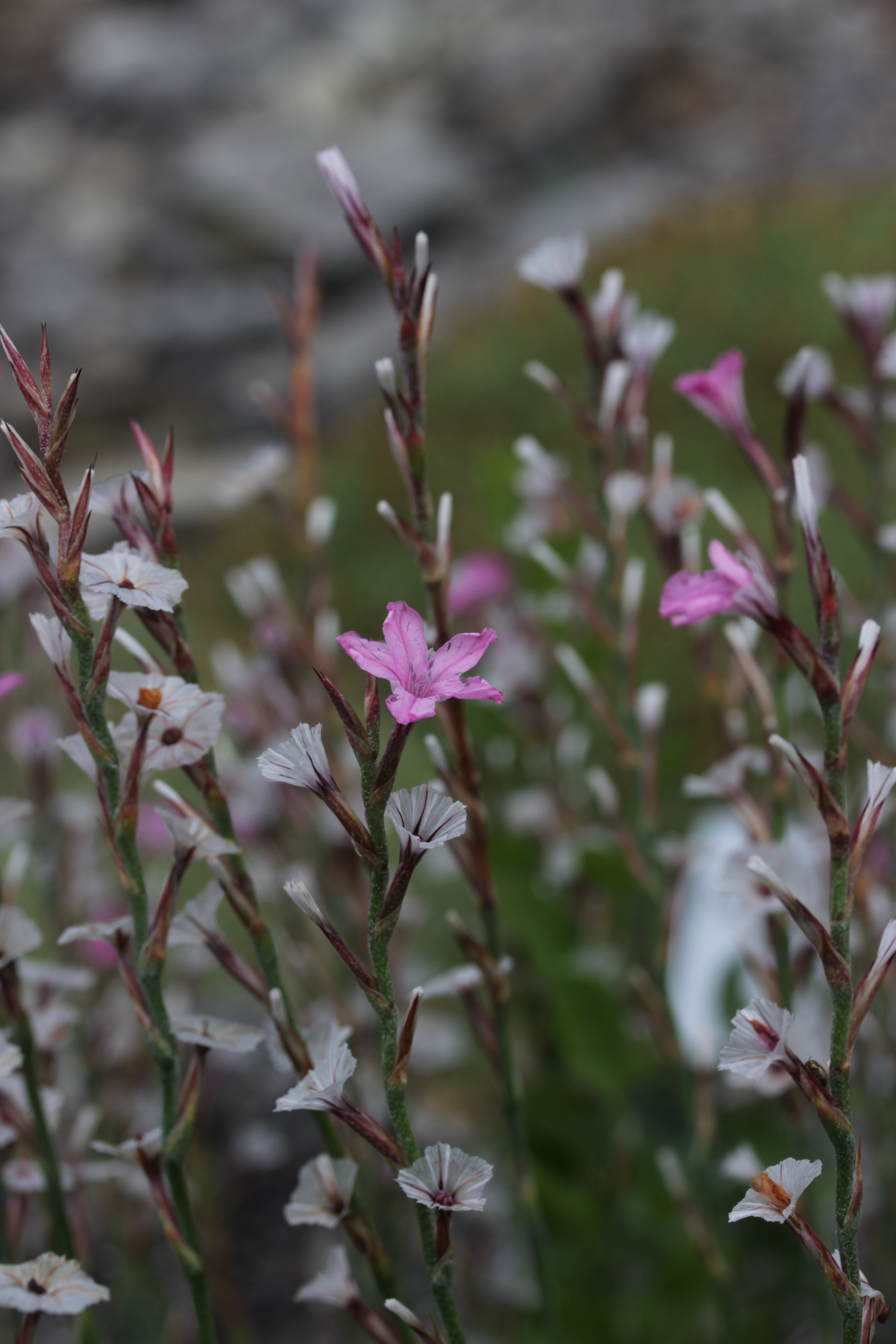
Acantholimon kotschyi

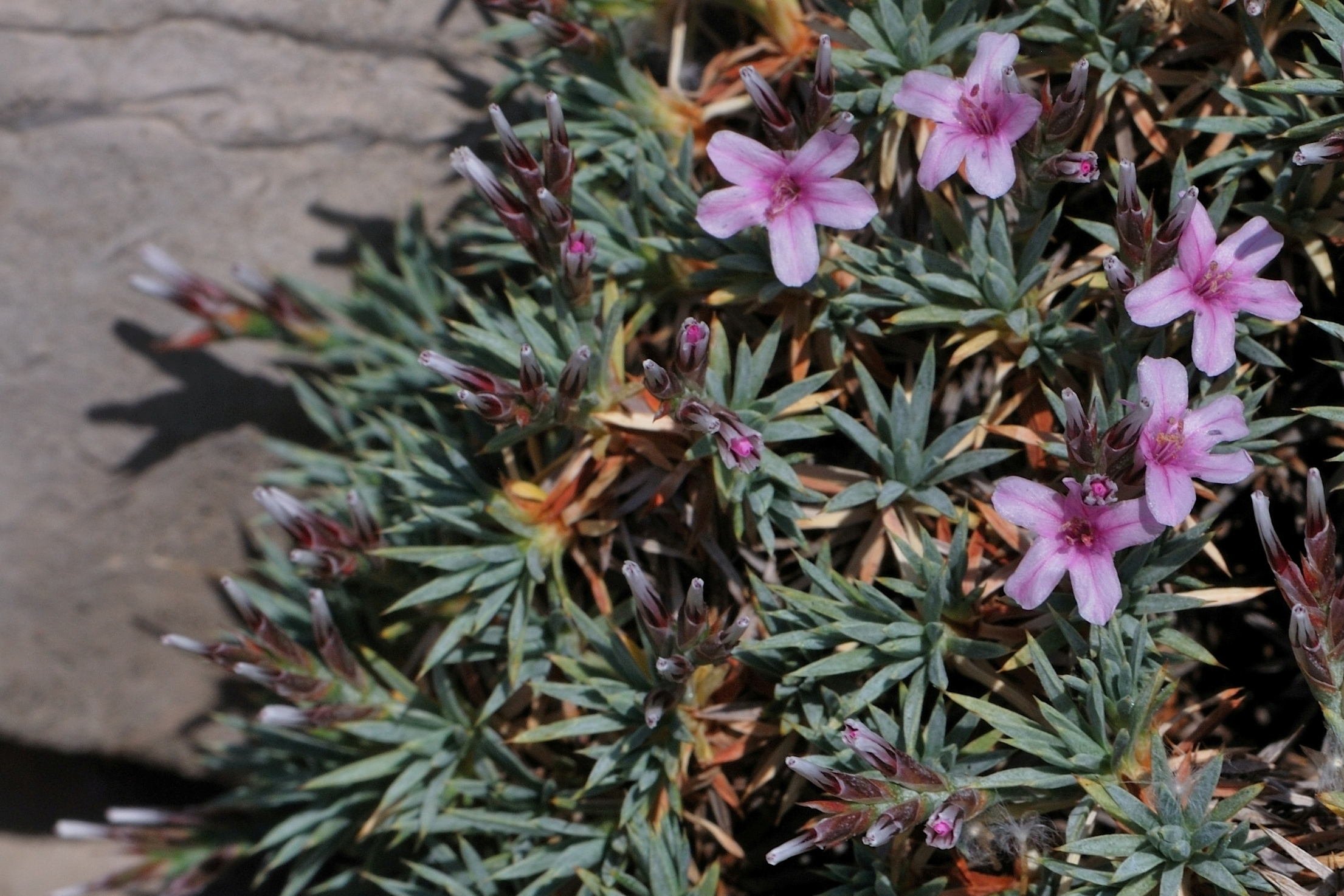
Acantholimon libanoticum

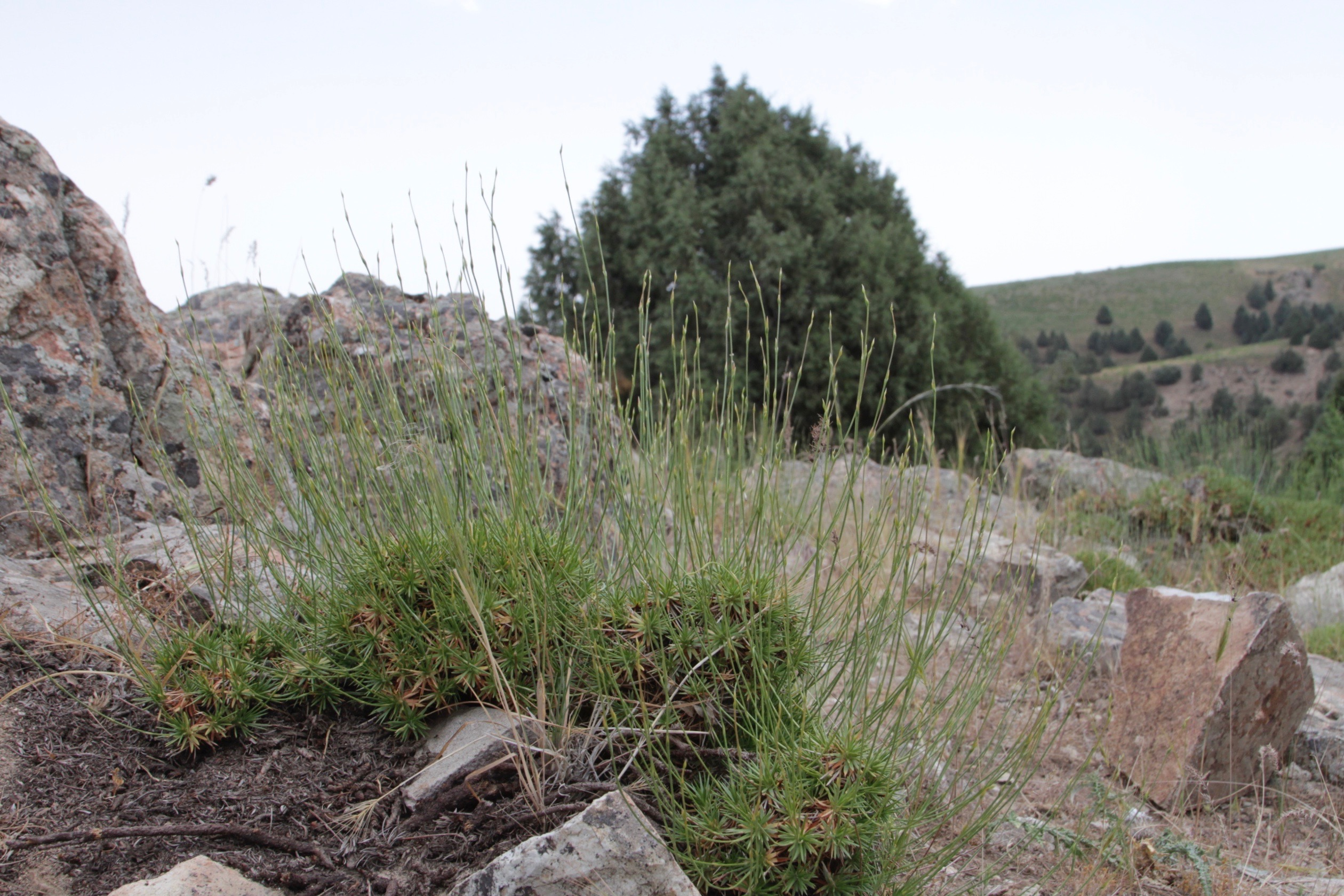
Acantholimon majewianum

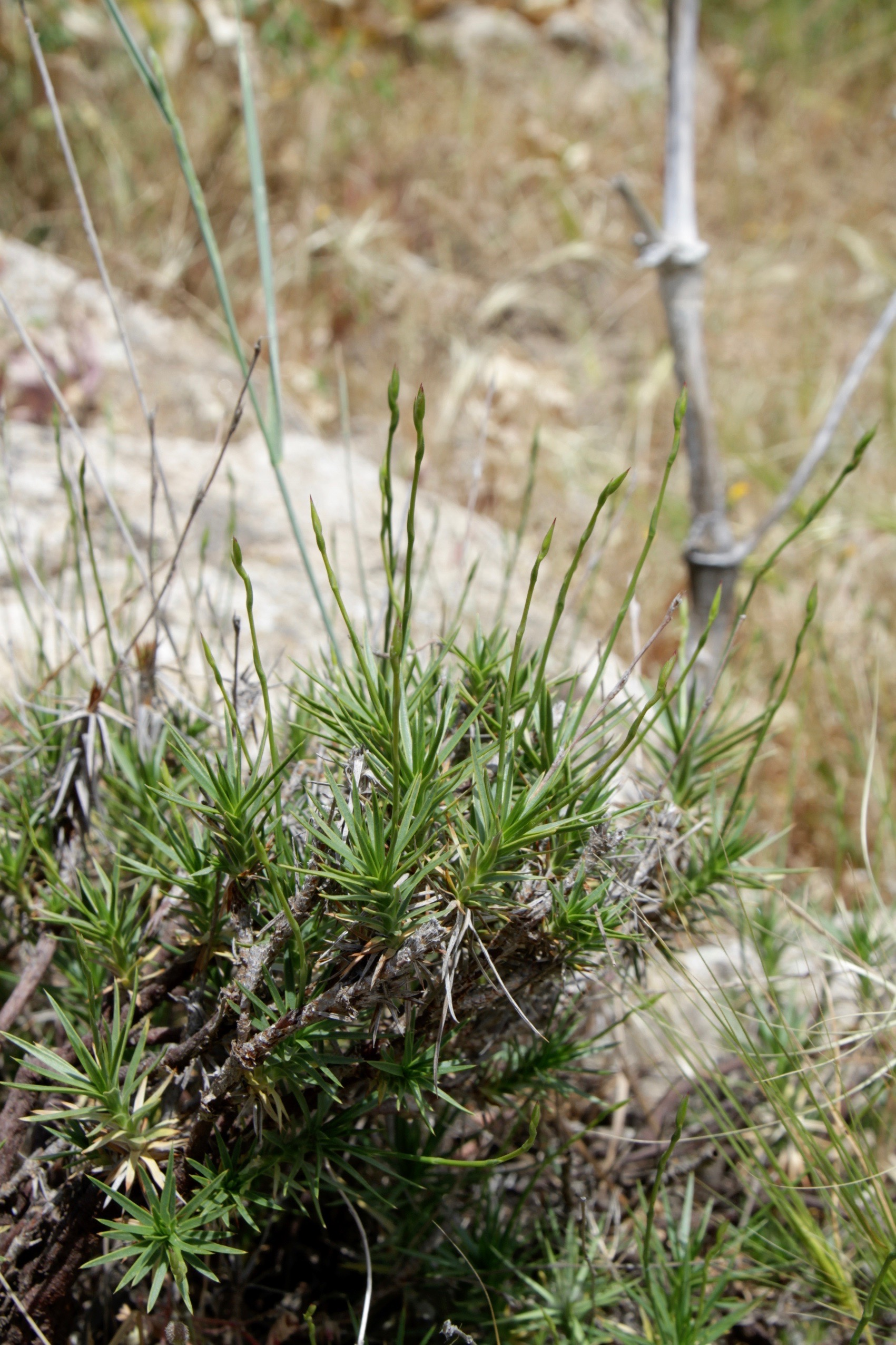
Acantholimon saravschanicum

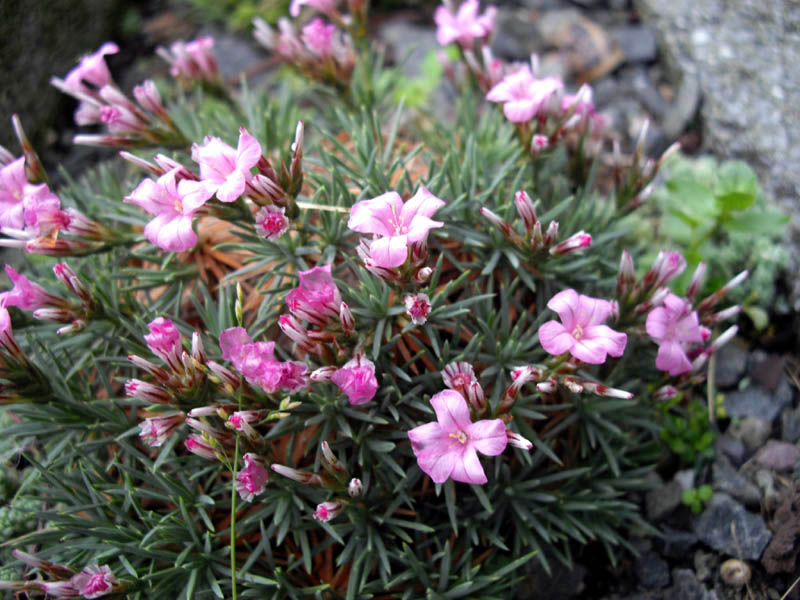
Acantholimon ulicinum

Es gibt etwa 200 Acantholimon-Arten:
- Acantholimon acanthobryum Rech.f. & Schiman-Czeika
- Acantholimon acerosum (Willd.) Boiss.: Sie kommt in der Türkei, in Armenien und im Gebiet von Syrien und Libanon vor.[13]
- Acantholimon acmostegium Boiss. & Buhse
- Acantholimon aegaeum F.W.Mey.: Sie kommt auf Samos, Chios und in der westlichen Türkei vor.[14]
- Acantholimon afanassievii Lincz.
- Acantholimon agropyroideum Mobayen
- Acantholimon ahangarensis Rech.f. & Schiman-Czeika
- Acantholimon alaicum Czerniak.
- Acantholimon alatavicum Bunge: Sie ist in Kasachstan, Kirgisistan, nördlichen Tadschikistan, Usbekistan und im westlichen Xinjiang verbreitet.[2]
- Acantholimon alavae Rech.f. & Schiman-Czeika
- Acantholimon albanicum O.Schwarz & F.Mey.: Sie kommt nur in Albanien vor.[14]
- Acantholimon albertii Regel
- Acantholimon albocalycinum Assadi & Mirtadz.
- Acantholimon alexandri Fed.
- Acantholimon alexeenkoanum Czerniak. ex Ikonn.
- Acantholimon amoenum Rech.f. & Schiman-Czeika
- Acantholimon anatolicum Yıld.: Sie kommt in der Türkei vor.[13]
- Acantholimon androsaceum (Jaub. & Spach) Boiss.: Dieser Endemit kommt nur auf Kreta vor.[14]
- Acantholimon anisophyllum Rech.f. & Schiman-Czeika
- Acantholimon annae Lincz.
- Acantholimon antilibanoticum Mouterde: Sie kommt im Gebiet von Syrien und dem Libanon vor.[13]
- Acantholimon anzobicum Lincz.
- Acantholimon araxanum Bunge
- Acantholimon argyrostachyum Rech.f. & Schiman-Czeika
- Acantholimon aristulatum Bunge
- Acantholimon armenum Boiss. & A.Huet
- Acantholimon artosense Doğan & Akaydın: Sie wurde 2004 aus dem östlichen Anatolien erstbeschrieben.[11]
- Acantholimon arundoscapum Mobayen
- Acantholimon aspadanum Bunge
- Acantholimon asphodelinum Mobayen
- Acantholimon astragalinum Mobayen
- Acantholimon atrofuscum Rech. f.
- Acantholimon atropatanum Bunge
- Acantholimon auganum Bunge
- Acantholimon aulieatense Czerniak.
- Acantholimon austroiranicum Rech.f. & Schiman-Czeika
- Acantholimon avanosicum Doan & Akaydn: Sie kommt in der Türkei vor.[13]
- Acantholimon avenaceum Bunge
- Acantholimon azizae Mobayen
- Acantholimon bakhtiaricum Assadi
- Acantholimon balchanicum Korovin
- Acantholimon bashkaleicum Doğan & Akaydın: Sie wurde 2004 aus dem östlichen Anatolien erstbeschrieben.[11]
- Acantholimon ×baubaschatense Lazkov
- Acantholimon birandii Doan & Akaydn: Sie kommt in der Türkei vor.[13]
- Acantholimon blakelockii Mobayen
- Acantholimon blandum Czerniak.
- Acantholimon bodeanum Bunge
- Acantholimon bonesseae Parsa
- Acantholimon borodinii Krasn.: Sie kommt in Kirgisistan und im westlichen Xinjiang vor.[2]
- Acantholimon brachyphyllum Boiss.
- Acantholimon brachystachyum Boiss. ex Bunge
- Acantholimon bracteatum (Girard) Boiss.
- Acantholimon brecklei Rech.f. & Schiman-Czeika
- Acantholimon bromifolium Boiss. ex Bunge
- Acantholimon butkovii Lincz.
- Acantholimon cabulicum Boiss.
- Acantholimon caesareum Boiss. & Balansa: Sie kommt in der Türkei vor.[13]
- Acantholimon calocephalum Aitch. & Hemsl.: Sie kommt in Afghanistan und im Tal des Kurram im westlichen Pakistan vor.[1]
- Acantholimon calvertii Boiss.: Sie kommt in der Türkei und in Armenien vor.[13]
- Acantholimon capitatum Sosn.: Sie kommt in der Türkei vor.[13]
- Acantholimon carinatum Rech.f. & Schiman-Czeika
- Acantholimon caryophyllaceum Boiss.: Sie kommt in der Türkei und in Armenien vor.[13]
- Acantholimon catenatum Rech.f. & Schiman-Czeika
- Acantholimon cephalotes Boiss.
- Acantholimon cephalotoides Rech.f.
- Acantholimon chitralicum Rech.f. & Schiman-Czeika
- Acantholimon chlorostegium Rech.f. & Schiman-Czeika
- Acantholimon chrysostegium Rech.f. & Schiman-Czeika
- Acantholimon cleistocalyx Hand.-Mazz.
- Acantholimon collare Köie & Rech.f.
- Acantholimon compactum Korovin
- Acantholimon confertiflorum Bokhari: Sie kommt in der Türkei vor.[13]
- Acantholimon cupreo-olivascens Rech.f. & Schiman-Czeika
- Acantholimon cymosum Bunge
- Acantholimon damassanum Mobayen: Sie kommt in der Türkei und im Gebiet von Syrien und dem Libanon vor.[13]
- Acantholimon davisii Akaydin & M.B.Crespo: Sie wurde 2017 zur Art erhoben. Ein Synonym ist Acantholimon caryophyllaceum subsp. parviflorum Bokhari. Sie kommt nur im türkischen Anatolien vor.[15]
- Acantholimon demavendicum Bornm.
- Acantholimon densiflorum Assadi
- Acantholimon desertorum Regel
- Acantholimon dianthifolium Bokhari
- Acantholimon diapensioides Boiss.: Sie kommt in Afghanistan, Pakistan, Tadschikistan und im südwestlichen Xinjiang vor.[2]
- Acantholimon distachyum Boiss.
- Acantholimon distichum Rech.f. & Schiman-Czeika
- Acantholimon diversifolium O.Schwarz & F.Mey.: Sie kommt in der Türkei vor.[13]
- Acantholimon doganii Bağcı, Doğu & Akaydın: Sie wurde 2009 aus der Türkei erstbeschrieben.[16]
- Acantholimon ecae Aitch. & Hemsl.
- Acantholimon edmondsonii Rech.f. & Schiman-Czeika
- Acantholimon ekatherinae (O.Fedtsch.) Czerniak.
- Acantholimon ekbergianum Rech.f. & Schiman-Czeika
- Acantholimon ekimii Doğan & Akaydın: Sie wurde 2007 erstbeschrieben. Diese seltene Art ist nur von ihrem Typusstandort auf eine Hochgebirgssteppe in einer Höhenlage von etwa 2300 Metern zwischen Akçay und Cumaçay im östlichen Anatolien bekannt.[11]
- Acantholimon embergeri Mobayen
- Acantholimon erinaceum (Jaub. & Spach) Lincz.
- Acantholimon erythraeum Bunge
- Acantholimon eschkerense Boiss. & Hausskn.
- Acantholimon esfandiarii Rech.f. & Schiman-Czeika
- Acantholimon evrenii Doğan & Akaydın: Sie wurde 2005 aus dem östlichen Anatolien erstbeschrieben.[11]
- Acantholimon fasciculare Boiss.
- Acantholimon faustii Trautv.
- Acantholimon fedorovii Tamamsch. & Mirzojeva
- Acantholimon festucaceum (Jaub. & Spach) Boiss.
- Acantholimon fetissovii Regel
- Acantholimon flexuosum Boiss. & Hausskn. ex Bunge
- Acantholimon fominii Kusn.
- Acantholimon gabrieljaniae Mirzoeva: Sie kommt in isolierten Populationen nur in Armenien vor.[17]
- Acantholimon gadukense Mobayen
- Acantholimon gaudanense Czerniak.
- Acantholimon gemicianum Kaptaner İğci, Körüklü & Aytaç: Sie wurde 2017 erstbeschrieben und gedeiht in Steppen in der Türkei.[18]
- Acantholimon genistoides (Jaub. & Spach) Boiss.
- Acantholimon ghoranum Rech.f. & Schiman-Czeika
- Acantholimon gilliatii Turrill
- Acantholimon gillii Rech.f. & Köie
- Acantholimon glabratum Assadi
- Acantholimon glumaceum (Jaub. & Spach) Boiss.
- Acantholimon glutinosum Rech.f. & Köie
- Acantholimon goeksunicum Doan & Akaydn: Sie kommt in der Türkei vor.[13]
- Acantholimon gontscharovii Czerniak.
- Acantholimon gorganense Mobayen
- Acantholimon gracillimum Rech.f. & Schiman-Czeika
- Acantholimon graecum F.W.Mey.: Sie kommt in Albanien und Griechenland vor.[14]
- Acantholimon grammophyllum Rech.f. & Köie
- Acantholimon griffithianum Boiss.
- Acantholimon gulistanum Bunge
- Acantholimon haesarensis Bornm. ex Rech.f. & Schiman-Czeika
- Acantholimon halophilum Bokhari: Sie kommt in der Türkei vor.[13]
- Acantholimon hariabense Rech.f. & Köie
- Acantholimon hedinii Ostenf.: Sie kommt in Kirgisistan, Tadschikistan und im südwestlichen Xinjiang vor.[2]
- Acantholimon heratense Bunge
- Acantholimon heweri Rech.f. & Schiman-Czeika
- Acantholimon hilariae Ikonn.
- Acantholimon hindukushum Mobayen
- Acantholimon hissaricum Lincz.
- Acantholimon hohenackeri (Jaub. & Spach) Boiss.
- Acantholimon homophyllum Rech.f. & Schiman-Czeika
- Acantholimon hormozganense Assadi
- Acantholimon horridum Bunge
- Acantholimon hoshapicum Doğan & Akaydın: Sie wurde 2004 aus dem östlichen Anatolien erstbeschrieben.[11]
- Acantholimon huetii Boiss.: Sie kommt in der Türkei vor.[13]
- Acantholimon hyalinum Rech.f. & Köie
- Acantholimon hypochaerum Bokhari: Sie kommt in der Türkei vor.[13]
- Acantholimon hystrix Stapf
- Acantholimon ibrahimii Akaydın: Sie wurde 2018 aus dem mediterranen Teil der Türkei erstbeschrieben.[19]
- Acantholimon iconicum (Boiss.) Boiss. & Heldr.: Sie kommt in der Türkei vor.[13]
- Acantholimon incomptum Boiss. & Buhse
- Acantholimon inerme Rech.f. & Köie
- Acantholimon jarmilae Halda
- Acantholimon kandaharense Rech.f.
- Acantholimon karamanicum Akaydın & Doğan: Sie kommt in der Türkei vor.[13]
- Acantholimon karatavicum Pavlov
- Acantholimon karelinii (Stschegl.) Bunge
- Acantholimon kaschgaricum Lincz.: Sie gedeiht an Trockenhängen nur im westlichen Xinjiang.[2]
- Acantholimon katrantavicum Lincz.
- Acantholimon kermanense Assadi & Mirtadz.
- Acantholimon kjurendaghi Meszer.
- Acantholimon knorringianum Lincz.
- Acantholimon koeiei Rech.f. & Schiman-Czeika
- Acantholimon koelzii Rech.f. & Köie
- Acantholimon koeycegizicum Doan & Akaydn: Sie kommt in der Türkei vor.[13]
- Acantholimon kokandense Bunge: Sie kommt in Kirgisistan und Xinjiang vor.[2]
- Acantholimon komarovii Czerniak.
- Acantholimon korolkovii (Regel) Korovin
- Acantholimon korovinii Czerniak.
- Acantholimon kotschyi (Jaub. & Spach) Boiss.: Sie kommt in der Türkei vor.[13]
- Acantholimon kuramense Lincz.
- Acantholimon kutschanense Rech.f.
- Acantholimon laevigatum (T.X.Peng) Kamelin: Dieser Endemit kommt nur in Tianshan in Xinjiang vor.[2]
- Acantholimon langaricum O.Fedtsch. & B.Fedtsch.
- Acantholimon latifolium Boiss.
- Acantholimon laxiflorum Boiss. ex Bunge: Sie kommt in der Türkei vor.[13]
- Acantholimon laxum Czerniak.
- Acantholimon lepturoides (Jaub. & Spach) Boiss.
- Acantholimon leucacanthum (Jaub. & Spach) Boiss.
- Acantholimon leucochlorum Rech.f. & Schiman-Czeika
- Acantholimon libanoticum Boiss.: Sie kommt in der Türkei und im Gebiet von Syrien und dem Libanomn vor.[13]
- Acantholimon linczevskianum Lazkov
- Acantholimon linczevskii Pavlov
- Acantholimon litvinovii Lincz.
- Acantholimon longiflorum Boiss.: Sie kommt in Afghanistan und im westlichen Pakistan vor.[1]
- Acantholimon longiscapum Bokhari: Dieser Endemit kommt nur im pakistanischen Baluchistan vor.[1]
- Acantholimon lycaonicum Boiss. & Heldr.: Sie kommt in der Türkei vor.[13]
- Acantholimon lycopodioides (Girard) Boiss.: Sie ist in Indien, Kaschmir, im westlichen Pakistan, Afghanistan, Tadschikistan und im nordwestlichen Xinjiang verbreitet.[2][1]
- Acantholimon macranthum Rech.f. & Köie
- Acantholimon macropetalum Rech.f. & Schiman-Czeika
- Acantholimon macrostachyum Rech.f. & Schiman-Czeika
- Acantholimon majewianum Regel
- Acantholimon margaritae Korovin
- Acantholimon melananthum Boiss.
- Acantholimon mikeschinii Lincz.
- Acantholimon minshelkense Pavlov
- Acantholimon mirtadzadinii Assadi
- Acantholimon mishaudaghense Mobayen
- Acantholimon mobayenii Assadi & Ghahr.
- Acantholimon modestum Bornm. ex Rech.f. & Schiman-Czeika
- Acantholimon movdarinum Parsa
- Acantholimon muchamedshanovii Lincz.
- Acantholimon multiflorum (Bokhari) Doğan & Akaydın: Sie kommt in der Türkei vor.[13]
- Acantholimon munroanum Aitch. & Hemsl.: Sie kommt in Afghanistan und im westlichen Pakistan nur in Chitral sowie nördlichen Baluchistan vor.[1]
- Acantholimon muradicum O.Schwarz & F.Mey.: Sie kommt in der Türkei vor.[13]
- Acantholimon nabievii Lincz.
- Acantholimon narynense Lazkov
- Acantholimon nawaricum Rech.f. & Schiman-Czeika
- Acantholimon nigricans Mobayen
- Acantholimon nikitinii Lincz.
- Acantholimon nuratavicum Zakirov
- Acantholimon oliganthum Boiss.
- Acantholimon olivieri (Jaub. & Spach) Boiss.
- Acantholimon ophiocladus Rech.f. & Schiman-Czeika
- Acantholimon pamiricum Czerniak.
- Acantholimon parviflorum Regel: Sie kommt in der Türkei vor.[13]
- Acantholimon pavlovii Lincz.: Sie gedeiht in Höhenlagen von etwa 2200 Metern nur in den Kreisen Kaschgar sowie Wuqia in Xinjiang.[2]
- Acantholimon peculiare Rech.f.
- Acantholimon petraeum Boiss. & Hausskn. ex Bunge
- Acantholimon petuniiflorum Mobayen
- Acantholimon physostegium Rech.f. & Schiman-Czeika
- Acantholimon podlechii Rech.f. & Schiman-Czeika
- Acantholimon poliochlorum Rech.f. & Schiman-Czeika
- Acantholimon polystachyum Boiss.: Sie kommt im Iran, in Afghanistan und im westlichen Pakistan nur in Baluchistan vor.[1]
- Acantholimon procumbens Czerniak.
- Acantholimon pskemense Lincz.
- Acantholimon pterostegium Bunge
- Acantholimon puberulum Boiss. & Balansa: Sie kommt in der Türkei und in Armenien vor.[13]
- Acantholimon pulchellum Korovin
- Acantholimon purpureum Korovin
- Acantholimon quettensis Rech.f. & Schiman-Czeika
- Acantholimon quinquelobum Bunge
- Acantholimon raddeanum Czerniak.
- Acantholimon raikoviae Czerniak. ex Minchevskii
- Acantholimon reflexifolium Bokhari: Sie kommt in der Türkei vor.[13]
- Acantholimon restiaceum Bunge
- Acantholimon revolutum Rech.f. & Köie
- Acantholimon rhodopolium Rech.f. & Schiman-Czeika
- Acantholimon riyatguelii Yıldırım: Sie wurde 2014 erstbeschrieben. Diese gefährdete Art kommt nur im zentralen Anatolien vor.[10]
- Acantholimon roborowskii Czerniak.: Sie gedeiht an Hängen nur im südwestlichen Xinjiang.[2]
- Acantholimon rudbaricum (Bornm.) Bornm.
- Acantholimon ruprechtii Bunge
- Acantholimon sackenii Bunge
- Acantholimon sahendicum Boiss. & Buhse
- Acantholimon salangensis Bokhari
- Acantholimon saravschanicum Regel
- Acantholimon sarytavicum Lincz.
- Acantholimon saxifragifolium Rech.f. & Köie
- Acantholimon saxifragiforme Hausskn. & Sint. ex Bokhari: Sie kommt in der Türkei vor.[13]
- Acantholimon scabrellum Boiss. & Hausskn.
- Acantholimon schachimardanicum Lincz.
- Acantholimon schahrudicum Bunge
- Acantholimon schemachense Gross
- Acantholimon schirazianum Boiss.
- Acantholimon schizostegium Rech.f. & Schiman-Czeika
- Acantholimon scirpinum Bunge
- Acantholimon sclerophyllum Rech.f. & Schiman-Czeika
- Acantholimon scorpius (Jaub. & Spach) Boiss.
- Acantholimon senganense Bunge
- Acantholimon serotinum Rech.f. & Schiman-Czeika
- Acantholimon sirchense Assadi & Mirtadz.
- Acantholimon solidum Rech.f. & Köie
- Acantholimon sorchense Rech.f.
- Acantholimon speciosissimum Aitch. & Hemsl.
- Acantholimon spinicalyx Köie & Rech.f.
- Acantholimon spirizianum Mobayen: Sie kommt in der Türkei vor.[13]
- Acantholimon squarrosum Pavlov
- Acantholimon stanjukoviczii Lincz. ex Ikonn.
- Acantholimon stapfianum Rech.f. & Schiman-Czeika
- Acantholimon stenorhaphium Rech.f.
- Acantholimon stereophyllum Rech.f. & Schiman-Czeika
- Acantholimon stocksii Boiss.: Sie kommt in Afghanistan und im westlichen Pakistan vor.[1]
- Acantholimon strictiforme Nikitina ex Lazkov
- Acantholimon strictum Czerniak.
- Acantholimon strigillosum Bokhari: Sie kommt in der Türkei vor.[13]
- Acantholimon stroterophyllum Rech.f. & Schiman-Czeika
- Acantholimon subavenaceum Lincz.
- Acantholimon subflavescens Rech. f. & Schiman-Czeika
- Acantholimon subsimile Rech.f. & Schiman-Czeika
- Acantholimon subulatum Boiss. (Syn.: Acantholimon leptostachyum Aitch. & Hemsl.)
- Acantholimon talagonicum Boiss.
- Acantholimon tarbagataicum Gamajun.: Sie gedeiht in Höhenlagen von 1800 bis 2800 Metern in Xinjiang.[2]
- Acantholimon taschkurganicum Lincz. & N.I.Akshigitova
- Acantholimon tataricum Boiss.
- Acantholimon tenuiflorum Boiss.
- Acantholimon termei Rech.f. & Schiman-Czeika
- Acantholimon tianschanicum Czerniak.: Sie kommt in Kirgisistan, Tadschikistan und im südwestlichen Xinjiang vor.[2]
- Acantholimon titovii Lincz.
- Acantholimon tomentellum Boiss.
- Acantholimon tragacanthinum (Jaub. & Spach) Boiss.
- Acantholimon tricolor Rech.f. & Köie
- Acantholimon trojanum F.W.Mey.
- Acantholimon truncatum Bunge
- Acantholimon tulakensis Rech.f. & Schiman-Czeika
- Acantholimon turcicum Doğan & Akaydın: Sie kommt in der Türkei vor.[13]
- Acantholimon ulicinum (Willd. ex Schult.) Boiss. (Syn.: Acantholimon ararati Jahand., Acantholimon echinus var. glaberrimum Mobayen, Acantholimon libanoticum var. ulicinum (Willd. ex Schult.) Boiss., Acantholimon olympicum (Boiss.) F.W.Mey., Acantholimon tournefortii (Jaub. & Spach) Boiss.): Sie kommt im Gebiet von Serbien und Montenegro, in Albanien, Mazedonien, Griechenland, Kreta, in der Ägäis, in der Türkei, Armenien und im Gebiet von Syrien und Libanon vor.[13]
- Acantholimon vacillans Rech.f. & Schiman-Czeika
- Acantholimon varivtzevae Czerniak.
- Acantholimon vedicum Mirzoeva: Dieser seltene Endemit kommt zur im zentralen Armenien vor.[17]
- Acantholimon velutinum Czerniak.
- Acantholimon venustum Boiss.
- Acantholimon virens Czerniak.
- Acantholimon viscidulum Boiss.
- Acantholimon vvedenskyi Lincz.
- Acantholimon wendelboi Rech.f. & Schiman-Czeika
- Acantholimon wiedemanii Bunge: Sie kommt in der Türkei vor.[13]
- Acantholimon wilhelminae Rech.f. & Schiman-Czeika
- Acantholimon xanthacanthum Rech.f. & Köie
- Acantholimon yamense Turrill
- Acantholimon yildizelicum Akaydın: Sie kommt in der Türkei vor.[13]
- Acantholimon zaeifii Assadi
- Acantholimon zaprjagaevii Lincz.

## Nutzung
Einige Arten werden als Zierpflanzen verwendet. In den gemäßigten Breiten eignet sich Acantholimon glumaceum in Gärten, besonders für Steingärten.

## Weiterführende Literatur
- P. H. Davis, J. R. Edmondson: Flora of Turkey and the East Aegean islands. Volume 7, Edinburgh University Press, 1982, Acantholimon Boiss. auf S. 478–502.
- H. M. Doğan, M. Doğan, Galip Akaydın, F. Celep: Mapping and analysing the diversity of the genus Acantholimon taxa in Turkey by geographic information systems (GIS). In: Turkish Journal of Botany, Volume 35, 2011, S. 91–110. doi:10.3906/bot-0910-193

- Karte mit allen verlinkten Seiten:
- OSM |
- WikiMap